# Rhinocoeta limbaticollis
Rhinocoeta limbaticollis är en skalbaggsart som beskrevs av Louis Albert Péringuey 1907. Rhinocoeta limbaticollis ingår i släktet Rhinocoeta och familjen Cetoniidae. Inga underarter finns listade i Catalogue of Life.